# Сулавесский лесной зимородок
Сулавесский лесной зимородок (лат. Ceyx fallax) — вид птиц рода лесных зимородков из семейства зимородковых. Обитает только на индонезийском острове Сулавеси и относительно небольших близлежащих островах.

## Описание
Половой диморфизм не выражен. Длина тела 12 см. Длинный красный клюв. Верхняя часть тела рыжевато-коричневая. Надхвостье и хвост ярко-синие. Верх головы синего цвета, пурпурные щёки, горло белое. Нижняя часть тела оранжевого цвета.